# Wisława Szymborska
Maria Wisława Anna Szymborska, född 2 juli 1923 i Prowent (nu en del av Kórnik) nära Poznan, död 1 februari 2012 i Kraków, var en polsk poet, kritiker, essäist och översättare av fransk litteratur. Hon var en av Polens mest framstående poeter och tilldelades 1996 Nobelpriset i litteratur.

## Biografi

### Uppväxt och tidigt skrivande
Wislawa Szymborska föddes 1923 i Prowent. Hon var yngst i en familj med två döttrar. Föräldrarna Anna Rottermund (1890–1960) och Wincenty Szymborski (1870–1936) var förvaltare på det gods där familjen bodde. Hennes äldre syster Maria var född 1917 och dog 1997.
Szymborska, med smeknamnet Ichna, började skriva redan som barn, verser och korta berättelser. Fadern uppmuntrade hennes skrivande tidigt, bland annat genom att belöna henne med lite pengar då han uppskattade resultatet. Wincenty Szymborski var själv en mycket läsande person, hemmet var intellektuellt, vilket Szymborska ansåg vara en bidragande orsak till sitt eget författarskap.
Sommaren och hösten 1968 vårdades Wislawa Szymborska flera månader på sanatorium för tuberkulos.

### Privatliv
1931 flyttade Wisława Szymborskas familj till Kraków där hon bodde till sin död. Från 1943 arbetade Szymborska inom järnvägen och lyckades på detta sätt undgå att bli deporterad till Tyskland som tvångsarbetare. Under den tiden illustrerade hon en lärobok i engelska och började därmed sin karriär som konstnär.
1948–1954 var hon gift med den polske poeten och översättaren Adam Wlodek. De levde i ett författarkollektiv i Krakow, skildes 1954, men förblev vänner. Poeten Konrad Filipowicz var sedan hennes livskamrat i 23 år. Szymborska hade inga barn.
Under den tyska ockupationen av Polen läste Szymborska i en av alla underjordiska skolor som fanns.
Från mitten av 1940-talet studerade hon sociologi och polsk litteratur vid Jagellonska universitetet i Kraków.

### Författarskap
I mars 1945 publicerade Szymborska sin första dikt, Szukam słowa (Jag söker ordet), i dagstidningen Dziennik Polski. Hon avslutade sin första lyriksamling tre år senare, men publiceringen stoppades eftersom den inte ansågs passa i den kommunistiska världsbilden. Szymborska ändrade då ton i samlingen och den gavs ut. Debutboken utkom 1952.
1953 började hon arbeta för det litterära magasinet Życie Literackie (Litterärt liv) och arbetade kvar där till 1981. I spalten "Icke-obligatorisk läsning" skrev hon om böcker inom olika ämnesområden. 1981–1983 ingick hon i redaktionen för Pismo (Tidskrift). Även om hon till en början stöttade Folkrepubliken Polens regering och var medlem i Polska förenade arbetarpartiet, så kom hon senare att distansera sig från regeringen och lämnade partiet 1966.
Diktsamlingen Sól (Salt) från 1962 var Szymborskas genombrott. Här finns en önskan om att befria sig från nuet genom humor och ironi.   
På 1980-talet skrev hon under pseudonymen Stanczykówna i den underjordiska tidskriften Arka, och i exilmagasinet Kultura som gavs ut i Paris.
I mars 1999 förärades hennes dikt Pochwała złego o sobie mniemania en plats som väggdikt på adressen Maresingel 54 i den holländska staden Leiden.
Dikten, Kärlek vid första ögonkastet ur samlingen Slutet och början från 1993 inspirerade regissören Krzysztof Kieślowski till Den röda filmen i trilogin Trikoloren.

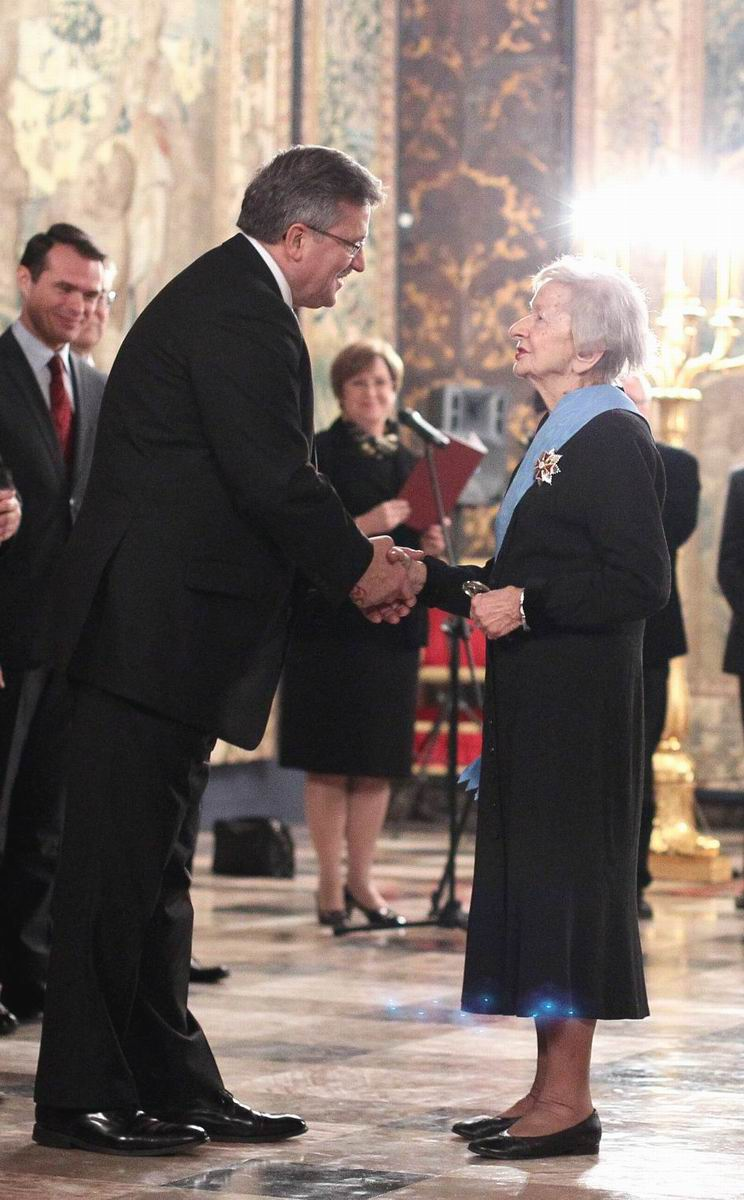
Polens president Bronisław Komorowski överräcker Vita örnens orden 2011.

1996 tilldelades Wislawa Szymborska Nobelpriset i litteratur "för en poesi som med ironisk precision låter det historiska och biologiska sammanhanget träda fram i fragment av mänsklig verklighet".

#### Internationell karriär
Wislawa Szymborska är översatt till över fyrtio språk, däribland kinesiska och japanska och har även fått en plats i den taiwanesiska popkulturen med dikten Love at first sight som blivit ledmotiv i en film.
Szyymborska har en stor läsekrets i Sydkorea, där hon blivit kallad för "the poet of poets". Två av hennes diktsamlingar översattes till koreanska 2007 och 2016. Innan dess fanns inte hennes poesi tillgänglig i Sydkorea. Den koreanska studentskan, numera professorn, Esthera Choi gjorde översättningarna. Esthera Choi anses ha haft stor betydelse för spridningen av Szymborskas poesi i Korea. Samlingen Koniec i początek (The End and the Beginning) som utkom 2007 i Korea, hade nio år senare  getts ut i 15 upplagor med totalt cirka 25 000 sålda exemplar. 
Szymborska introducerades i Sverige 1980 genom urvalsvolymen Aldrig två gånger (rev. och utökad upplaga 1996) utgiven av Ordströms förlag, med översättningar av Roger Fjellström och Per-Arne Bodin. 1980 var Wislawa Szymborska relativt okänd i Sverige, detta gjorde att recensionerna var begränsade både i antal och i omdömen.
1989 kom diktsamlingen Utopia som föregicks av en presentation av Szymborska i Lyrikvännen nr 4 samma år, skriven av Lars Kleberg. Det innebar att kritikernas intresse för Szymborskas lyrik och Utopia blev stort. Anders Bodegårds översättning av Utopia uppmärksammades dessutom genom sin förträfflighet. Bodegård  översatte senare större delen av Szymborskas poetiska produktion till svenska.
Szymborska blir av flera recensenter kallad för en "tvågenerationspoet", det vill säga en poet som finns bland både bland sin generations poeter och bland dagens unga. Ett bland kritikerna ofta framhållet drag i Szymborskas lyrik är dikternas stora integritet. Hon skrev anspråkslöst, stillsamt, skeptiskt och humoristiskt. Återkommande analyser av hennes verk pekar på ironin i hennes diktning. Inget ämne var heller för litet för att skrivas om, i vardagen och naturen fann hon mycket inspiration.

### Övrig verksamhet
Szymborska var även verksam som översättare av både tysk och fransk litteratur, särskilt fransk barockpoesi, däribland Agrippa d'Aubigné. 
Wislawa Szymborska var mycket händig. Hon klippte och klistrade kollage av det humoristiska och surrealistiska slaget.

### Diktsamlingar
- Dlatego żyjemy, 1952, 1954 (2:a uppl.)
- Pytania zadawane sobie, 1954.
- Wołanie do Yeti, 1957.
- Sól, 1962.
- Sto pociech, 1967.
- Wszelki wypadek, 1972.
- Wielka liczba, 1976.
- Ludzie na moście, 1986.
- Koniec i początek, 1993.
- Chwila, 2002 (Finał Nagrody Literackiej Nike 2003[18]
- Dwukropek, 2005 (Nominacja do Śląskiego Wawrzynu Literackiego, kwiecień 2006; Finał Nagrody Literackiej Nike 2006).
  - Ett kolon, 2008 (svenska)
- Tutaj, 2009 (Nominacja do Nagrody Literackiej Nike 2010)
  - Här, 2010 (svenska)
- Wystarczy, 2012
  - Nog nu, 2013 (svenska)
- Czarna piosenka, 2014 (na podstawie maszynopisu).

#### Återutgivningar
- 101 wierszy, 1966
- Wiersze wybrane, 1964
- Poezje wybrane, 1967
- Poezje: Poems (edycja dwujęzyczna polsko-angielska), 1989
- Widok z ziarnkiem piasku, 1996
- Sto wierszy – sto pociech, 1997
- Miłość szczęśliwa i inne wiersze, 2007
- Wiersze wybrane (Wydawnictwo A5 K. Krynicka, ISBN 978-83-61298-26-7), 2010
- Milczenie roślin, 2011, 2012 (2:a upplaga)

### Övrigt
- Lektury nadobowiązkowe, 1992 i nast. – cykl felietonów.
  - Bredvidläsning (kåserier), 1997
- Rymowanki dla dużych dzieci, Kraków, Wydawnictwo a5, 2003, ISBN 838556859X
- Błysk rewolwru, Warszawa, Agora, 2013, ISBN 978-83-268-1248-4

### Översättningar till svenska

#### Poesi
- Aldrig två gånger, Ordströms förlag, 1980
- Utopia, FIB:s lyrikklubb, 1989
- Nära ögat, FIB:s lyrikklubb, 1996
- "Några människor" (dikt, i översättning av Anders Bodegård), publicerad på sidorna 165-166 i Flykten valde oss : dikter om att fly från sitt land : en antologi, En bok för alla, 1999, ISBN 9172210788
- Dikter 1945-2002, FIB:s lyrikklubb, 2004
- Ett kolon (Dwukropek), Ellerström, 2008
- Här (Tutaj), Ellerström, 2010
- Nog nu (Wystarczy), Ellerström, 2013

#### Prosatexter
- Bredvidläsning (kåserier, huvudsakligen ur Lektury nadobowiązkowe, i översättning Anders Bodegård), FIB:s lyrikklubb, 1997
- Litterär post: eller hur man blir (eller inte blir) författare (Poczta literacka) (essä, med teckningar av Andrzej Płoski, översättning av Elzbieta Jasinska Brunnberg), Art Factory, 2010

## Priser och utmärkelser
- Staden Krakóws litteraturpris, 1954
- Polska kulturministeriets pris, 1963
- Goethepriset, 1991
- Herder-priset, 1995
- Hedersdoktor vid Adam Mickiewicz-universitetet i Poznań, 1995
- Polska PEN-klubbens pris, 1996
- Samuel-Bogumil-Linde-Preis, 1996
- Nobelpriset i litteratur, 1996[6]
- 2001 Hedersledamot i American Academy and Institute of Arts and Letters[19]
- 2011 Tilldelas den högsta statliga orden som man kan få i Polen, Vita örnens orden.